# Майами-Бич
Майами-Бич (англ. Miami Beach) — курортный город в штате Флорида (США).
Расположен на острове между заливом Бискейн и Атлантическим океаном. Залив Бискейн отделяет Майами-Бич от города Майами.
Город часто упоминается вместе с городом Майами под обобщающим понятием «Майами», несмотря на то, что является отдельным муниципалитетом. На 2000 год при переписи населения города было население численностью 87 933 человек. 55,5 % из них были эмигрантами из других стран. В 2005 году число жителей уменьшилось до 87 925 человек. В 1982 году большинство населения (60 тыс.) или 62 % составляли евреи, в 2004 году — только 19 % или 16,5 тыс.
Майами-Бич — один из самых известных курортов США.

## История города
В 1979 году исторический район район ар-деко в Майами-Бич был включён в Национальный регистр исторических мест. Это наибольшая концентрация архитектуры ар-деко в мире, включая сотни гостиниц, жилых домов и других объектов, построенных в период между 1923 и 1943 годами.
15 июля 1997 года на пороге своего особняка Casa Casuarina в Майами-Бич  серийным убийцей Эндрю Кьюнененом был убит Джанни Версаче.
В 2003 году город был награждён премией «All-America City Award» (с англ. — «Всеамериканский город») присуждаемой Национальной гражданской лигой, которую неофициально называют «Нобелевской премией за конструктивное гражданство» и которая выдается за активную гражданскую позицию жителей некорпоративных сообществ Соединённых Штатов в жизни местного самоуправления.

## Достопримечательности
- Синагога Бет Шмуэль, построенная в 1975—1982 годах в стиле неоэкспрессионизма архитектором Оскаром Скляром. Храм принадлежит Общине кубинских евреев Майами[10].

## Города-побратимы
- Форталеза, Бразилия
- Брамптон, Канада
- Санта-Марта, Колумбия
- Чески-Крумлов, Чехия
- Нагария, Израиль
- Пескара, Италия
- Фудзисава, Япония
- Косумель, Мексика
- Ика, Перу
- Альмонте, Испания
- Одесса, Украина[источник не указан 821 день]

## Галерея

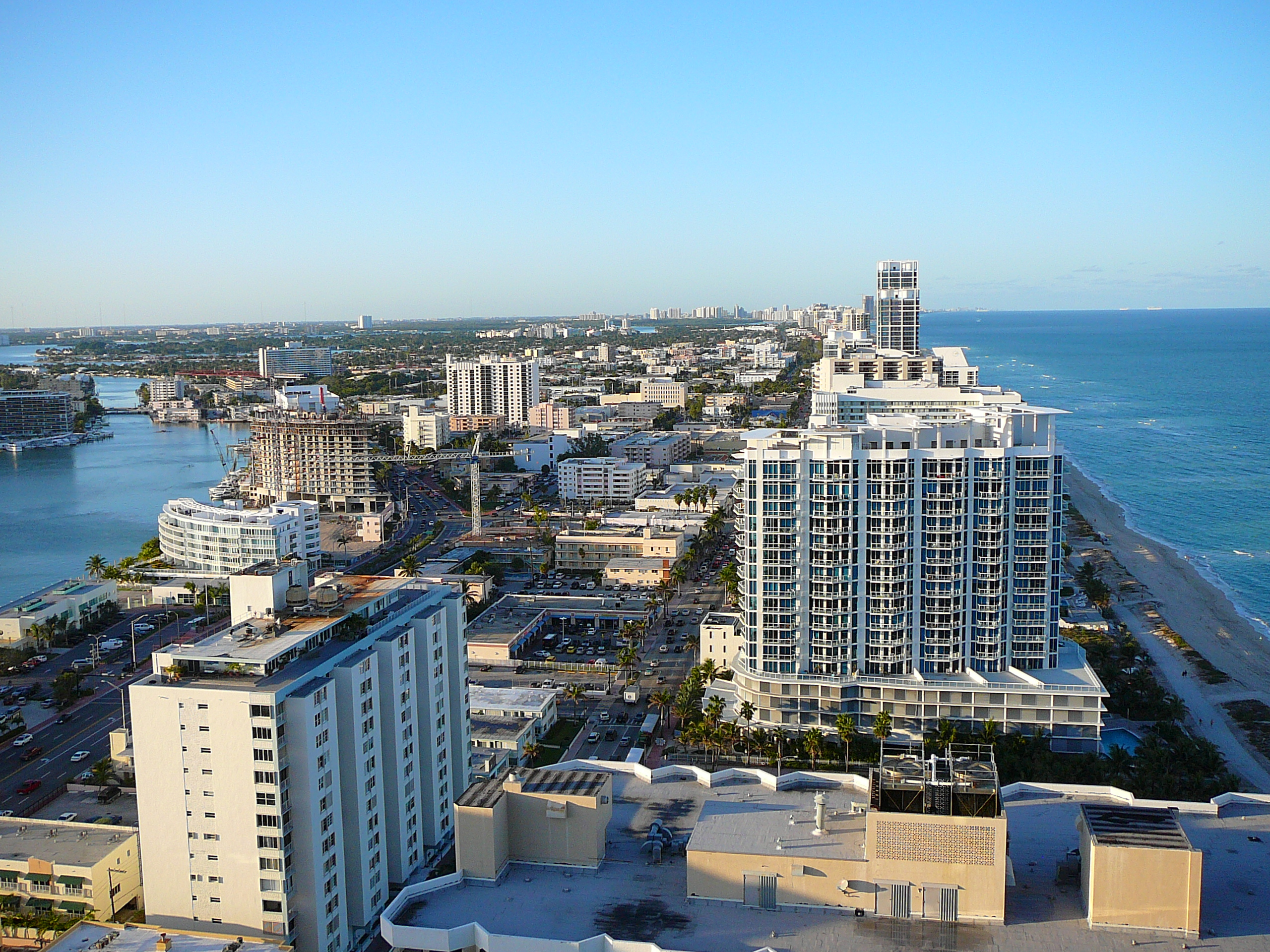
Вид на город
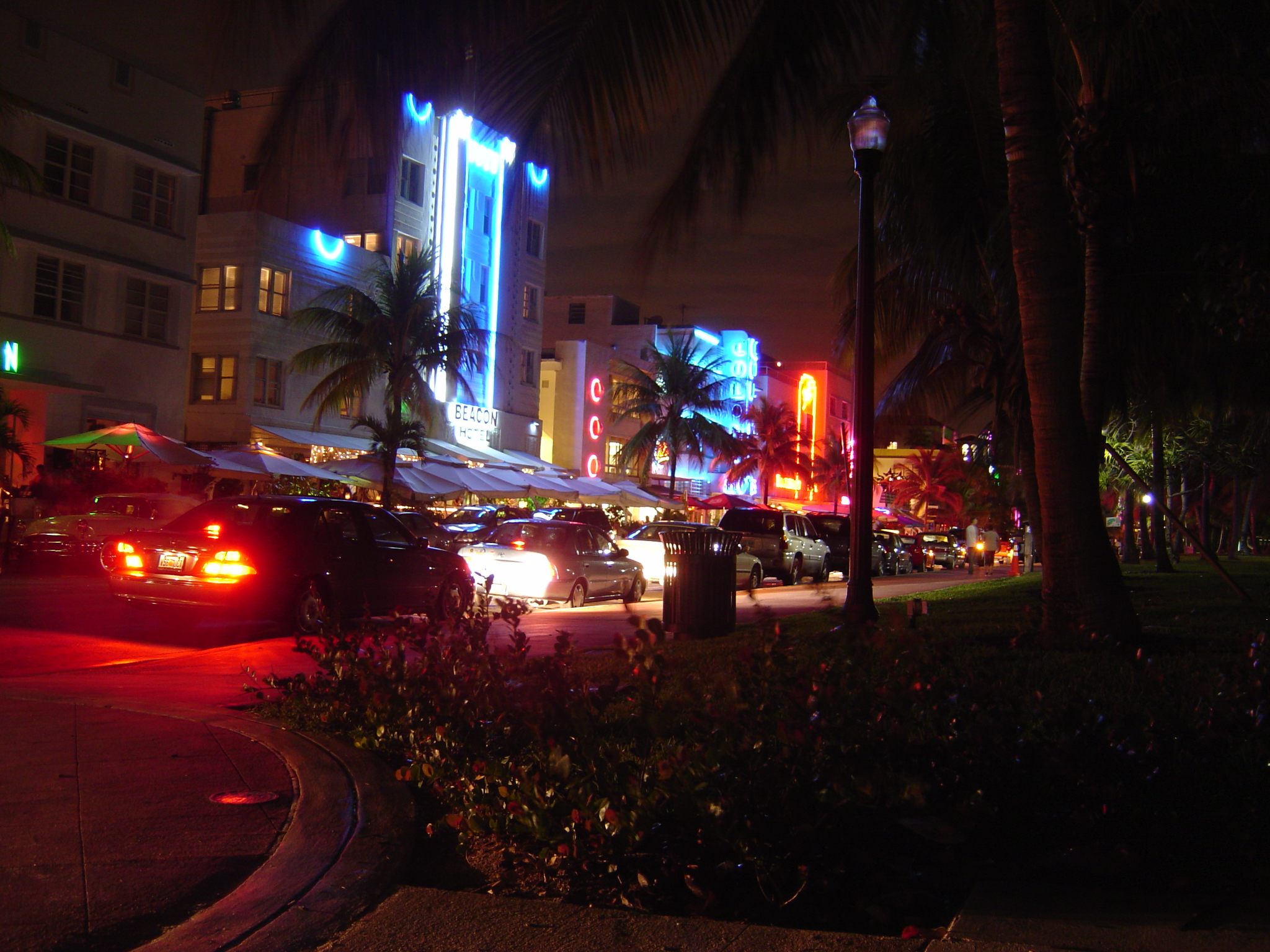
Исторический район Art Deco ночью.
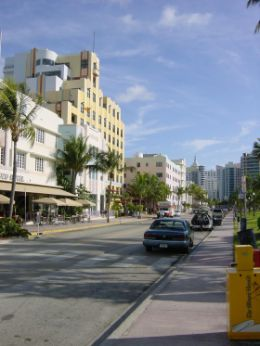
Район Art Deco днём.
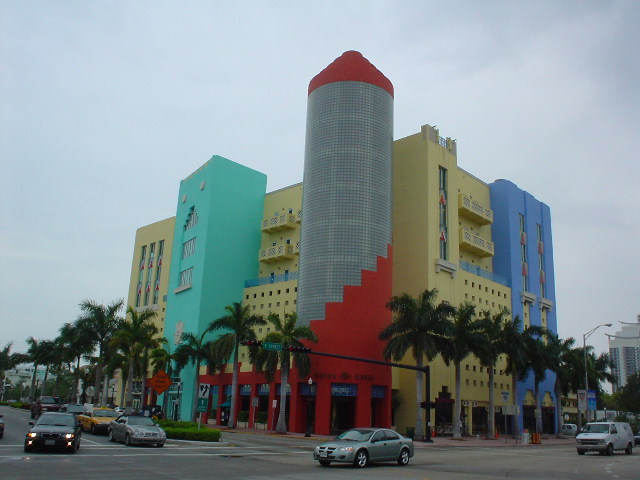
Одно из новых зданий в районе Art Deco
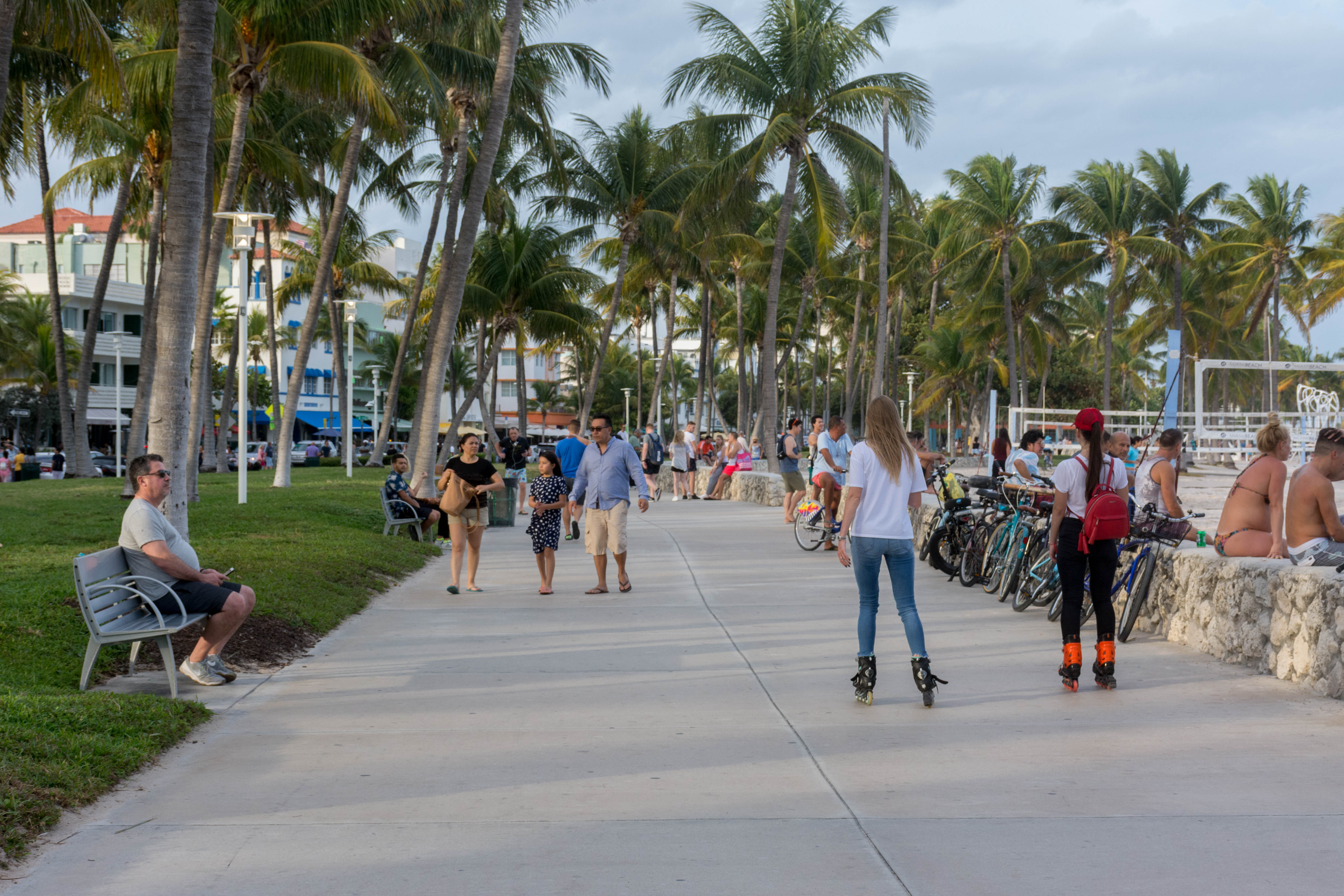
Пальмы